# 3096 dagar (film)
3096 dagar (originaltitel: 3096 Tage) är en tysk långfilm från 2013 i regi av Sherry Hormann.

## Handling
I mars år 1998 är en 10-årig flicka på väg till skolan. Det verkar först bli en helt vanlig dag där inget särskilt inträffar, men på väg till skolan tvingas hon in i en vit skåpbil av en främling. Hon har blivit kidnappad av en man hon inte känner, och mannen håller henne tillfångatagen under flera år. Mannen håller henne inlåst i ett litet utrymme under garaget i sitt hem och förser henne bland annat med mat och TV. Med tiden börjar han låta henne komma ut ur källaren, dock under sträng bevakning.

## Om filmen
Filmen är baserad på den sanna historien om Natascha Kampusch, som kidnappades av Wolfgang Přiklopil då hon var 10 år gammal. Hennes självbiografi med samma namn ligger till grund för filmen. Filmen spelades in i Tyskland men är engelskspråkig. 

## Rollista i urval
- Antonia Campbell-Hughes - Natascha Kampusch
- Amelia Pidgeon - Natascha Kampusch som barn
- Thure Lindhardt - Wolfgang Přiklopil
- Trine Dyrholm - Nataschas mamma
- Dearbhla Molloy - Wolfgangs mamma
- Sebastian Weber - Ernst Holzapfel
- Angelina Noa - Rysk kvinna
- Michael A. Grimm - Polis